# Trioxys falcatus
Trioxys falcatus är en stekelart som beskrevs av Mackauer 1959. Trioxys falcatus ingår i släktet Trioxys och familjen bracksteklar. Enligt den finländska rödlistan är arten otillräckligt studerad i Finland. Arten är reproducerande i Sverige. Artens livsmiljö är lundskogar. Inga underarter finns listade i Catalogue of Life.